# البنك التونسي
البنك التونسي (بالفرنسية: Banque de Tunisie)‏ هو سابع بنك تونسي من حيث الإيرادات وأحد أضخم الشركات المدرجة في البورصة التونسية من حيث القيمة السوقية. يرجع تأسيسه إلى 23 سبتمبر 1884 زمن الحماية الفرنسية في تونس. سنة 1948 استحوذ على البنك الإيطالي الفرنسي للقرض. استحوذ سنة 1951 على عدد من أصول البنك الإيطالي للقرض، ثم سنة 1968 على عدد من فروع الشركة الفرنسية للقرض. يسيطر البنك على شركتي أستري للتأمين والتوظيف التونسي. يملك القرض الصناعي والتجاري الفرنسي 20% من رأس ماله. بلغت أصوله سنة 2006، 1.8 مليار دينار تونسي فيما بلغ رأسماله 75 مليون. مدرج بالبورصة التونسية منذ أكتوبر 1990.

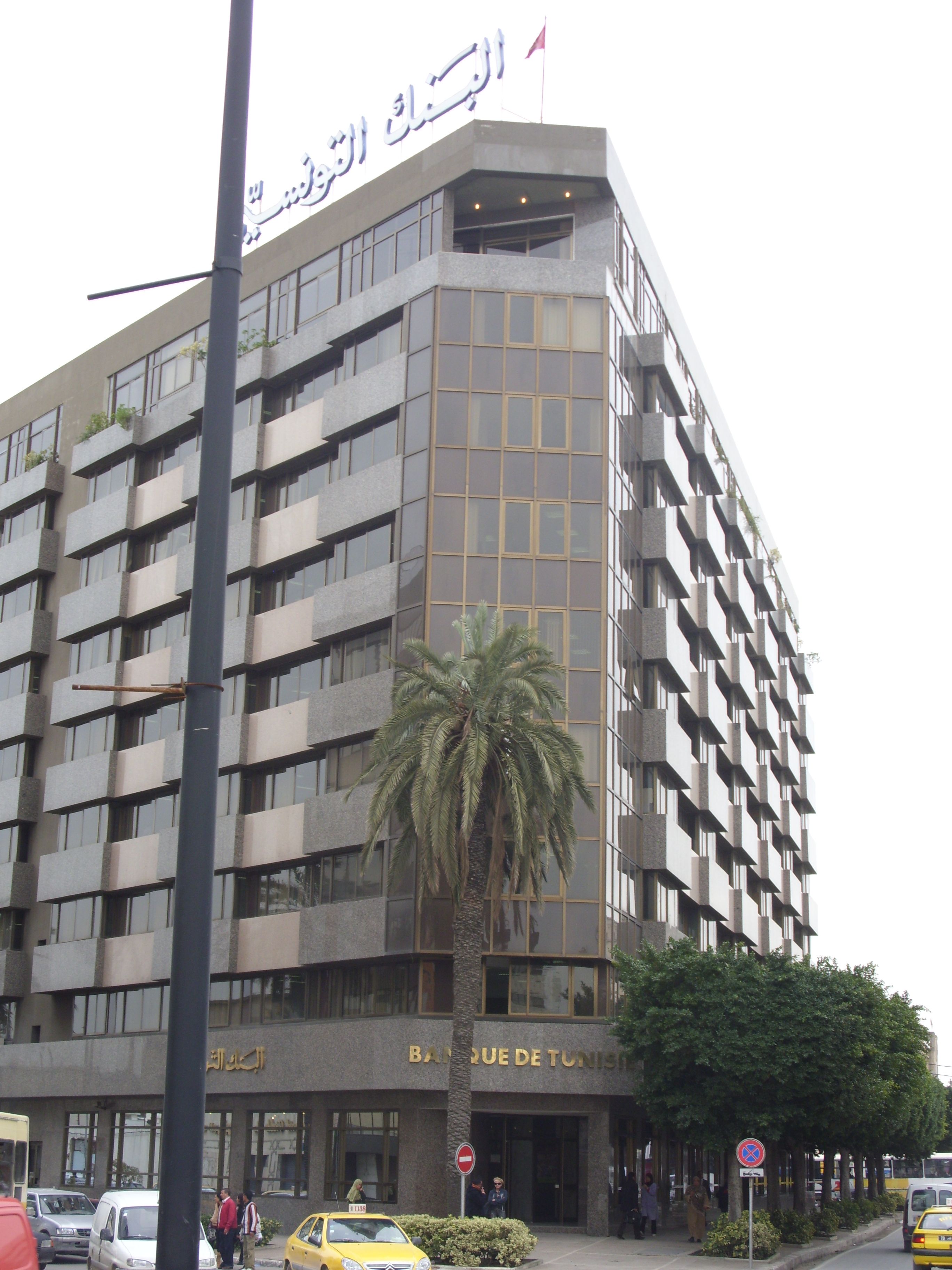
مقر البنك التونسي بنهج تركيا قرب ساحة 7 نوفمبر 1987

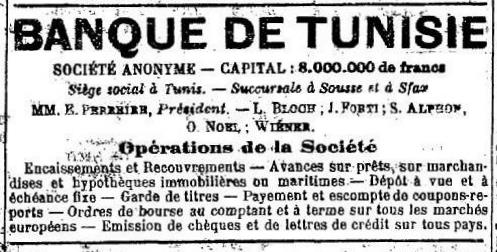
إعلان للبنك التونسي كما نُشر في لاديبيش تونيزيان بتاريخ 9 جويلية 1900
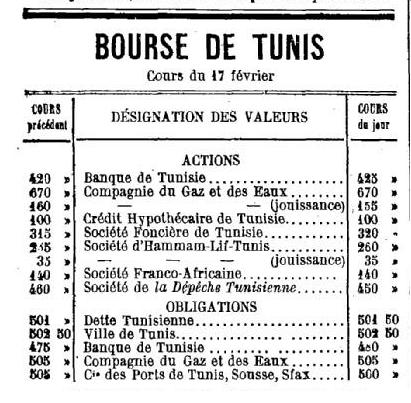
قيمة أسهم البنك التونسي في بورصة تونس كما نُشرت في لاديبيش تونيزيان بتاريخ 18 فيفري 1897